# Coupe d'Allemagne féminine de football en salle
La Coupe d'Allemagne féminine de football en salle (en allemand : DFB-Hallenpokal der Frauen) est une compétition de football féminin organisée par la Fédération allemande de football (DFB). Fondée en 1994 sous le nom d'Oddset-Cup, elle prend ensuite le nom de T-Home/DFB-Hallenpokal avant de disparaître en 2015.

## Format
Seules les équipes de première division allemande participent à cette compétition. Elles sont réparties en trois groupes dans lesquelles chaque équipe joue une fois contre l'autre. Les deux premiers de chaque groupe se qualifient pour les quarts de finale, ainsi que les deux meilleurs troisièmes. Le tournoi se déroule ensuite en format à élimination directe en match unique, jusqu'en finale.

## Palmarès

### Finales
| Date | Vainqueur              | Finaliste                   | Score               |
| ---- | ---------------------- | --------------------------- | ------------------- |
| 1994 | Grün-Weiß Brauweiler   | TSV Siegen                  | 5 - 4 a.p.          |
| 1995 | FSV Francfort          | FC Rumeln-Kaldenhausen      | 6 - 2               |
| 1996 | FC Rumeln-Kaldenhausen | TSV Siegen                  | 3 - 2               |
| 1997 | SG Praunheim           | FSV Francfort               | 0 - 0, 4 - 3 t.a.b  |
| 1998 | SG Praunheim           | FSV Francfort               | 5 - 1               |
| 1999 | 1. FFC Francfort       | FCR Duisburg                | 5 - 1               |
| 2000 | FCR Duisburg           | Sportfreunde Siegen         | 1 - 1, 4 - 3 t.a.b. |
| 2001 | Sportfreunde Siegen    | FFC Brauweiler Pulheim 2000 | 2 - 0               |
| 2002 | 1. FFC Francfort       | Bayern Munich               | 1 - 0               |
| 2003 | FFC Heike Rheine       | SC 07 Bad Neuenahr          | 1 - 0               |
| 2004 | 1. FFC Turbine Potsdam | Hambourg SV                 | 1 - 0               |
| 2005 | 1. FFC Turbine Potsdam | 1. FFC Francfort            | 5 - 3               |
| 2006 | 1. FFC Francfort       | FCR 2001 Duisburg           | 1 - 0               |
| 2007 | 1. FFC Francfort       | Hambourg SV                 | 2 - 1               |
| 2008 | 1. FFC Turbine Potsdam | FCR 2001 Duisburg           | 2 - 1               |
| 2009 | 1. FFC Turbine Potsdam | Hambourg SV                 | 2 - 1               |
| 2010 | 1. FFC Turbine Potsdam | Bayern Munich               | 3 - 0               |
| 2011 | Non disputée           | Non disputée                | Non disputée        |
| 2012 | 1. FFC Francfort       | FCR 2001 Duisburg           | 4 - 0               |
| 2013 | 1. FFC Turbine Potsdam | VfL Wolfsbourg              | 2 - 1               |
| 2014 | 1. FFC Turbine Potsdam | 1. FFC Francfort            | 1 - 1, 7 - 6 t.a.b. |
| 2015 | Bayer 04 Leverkusen    | VfL Wolfsbourg              | 2 - 1               |

### Bilan par club
| Club                        | Victoires                                    |
| --------------------------- | -------------------------------------------- |
| 1. FFC Francfort            | 7 (1997, 1998, 1999, 2002, 2006, 2007, 2012) |
| 1. FFC Turbine Potsdam      | 7 (2004, 2005, 2008, 2009, 2010, 2013, 2014) |
| FCR 2001 Duisburg           | 2 (1996, 2000)                               |
| FFC Brauweiler Pulheim 2000 | 1 (1994)                                     |
| FSV Francfort               | 1 (1995)                                     |
| Sportfreunde Siegen         | 1 (2001)                                     |
| FFC Heike Rheine            | 1 (2003)                                     |
| Bayer 04 Leverkusen         | 1 (2015)                                     |